# Sertularia flowersi
Sertularia flowersi is een hydroïdpoliep uit de familie Sertulariidae. De poliep komt uit het geslacht Sertularia. Sertularia flowersi werd in 1904 voor het eerst wetenschappelijk beschreven door Nutting. 